# Flugplatz Hultsfred-Vimmerby

i7
i11
i13
Der Flugplatz Hultsfred-Vimmerby (schwedisch Hultsfreds flygplats, IATA-Code: HLF, ICAO-Code: ESSF) ist ein privater Flugplatz, 4 km nördlich von Hultsfred in der schwedischen Provinz Kalmar län entfernt.

## Flugplatzdaten
Der Flugplatz verfügt über eine Betonpiste mit einer Länge von 1945 Metern und einer Breite von 40 Metern. Der Flugplatz erstreckt sich über eine Fläche von 175 Hektar. Es gibt verschiedene Arten elektronischer Landehilfen, zum Beispiel in Form von ILS (Instrumentenlandesystem), DME (Entfernungsmessgerät), NDB (Ungerichtetes Funkfeuer) und Markierungsbaken.

## Geschichte
Bis Juni 2006 verfügte der Flugplatz Hultsfred über regelmäßigen Flugverkehr nach Stockholm/Arlanda. Die Strecke wurde von der Fluggesellschaft Swedline Express mit dem Flugzeugtyp Saab 340 betrieben. Zuvor wurde der Flughafen auch von den Fluggesellschaften  Highland Air, Linjeflyg, Syd-Aero und von Holmstroem Air (Holmström Flyg) betrieben.
Vier Personen kauften den Flugplatz 2008 von der Gemeinde Hultsfred und derzeit gibt es am Flugplatz verschiedene Aktivitäten, darunter den Flugclub, die Feuerwehr und die Notlagerung für OKG (Kernkraftwerk Oskarshamn).